# Lauenen
Lauenen est une commune suisse du canton de Berne, située dans l'arrondissement administratif du Haut-Simmental-Gessenay.